# Ponte Buggianese
Ponte Buggianese é uma comuna italiana da região da Toscana, província de Pistoia, com cerca de 7.618 habitantes. Estende-se por uma área de 29 km², tendo uma densidade populacional de 263 hab/km². Faz fronteira com Buggiano, Chiesina Uzzanese, Fucecchio (FI), Larciano, Monsummano Terme, Montecatini Terme, Pieve a Nievole, Uzzano.

## Demografia
| Variação demográfica do município entre 1861 e 2011                               |
|                                                                                   |
| Fonte: Istituto Nazionale di Statistica (ISTAT) - Elaboração gráfica da Wikipedia |